# Rodi Ferreira
Rodi David Ferreira (Concepción, 29 mei 1998) is een Paraguayaans voetballer die doorgaans speelt als rechtsback. In juli 2025 verruilde hij Guaraní voor 12 de Junio.

## Clubcarrière
Ferreira speelde tot 2015 in de jeugdopleiding van Club Olimpia, waarvoor hij op 23 mei 2015 zijn debuut als professioneel voetballer maakte. Op die dag werd met 1–1 gelijkgespeeld tegen Sol de América. De rechtsback mocht van coach Francisco Arce in de rust invallen voor William Mendieta. De eerste maal dat hij tot scoren wist te komen, was op 13 maart 2016. Tegen Rubio Ñu begon hij op de reservebank maar twaalf minuten na rust viel hij in. Op dat moment stond Olimpia met 1–0 voor. Twaalf minuten nadat de vleugelverdediger zijn opwachting maakte in het duel verdubbelde hij de voorsprong. Uiteindelijk won Olimpia met 4–1. Ferreira werd in 2017 voor een halfjaar verhuurd aan Temperley en aansluitend eveneens een half seizoen aan Leixões. Club Olimpo verhuurde de rechtsback hierna aan 3 de Febrero. In januari 2019 werd San Lorenzo de vierde club die hem op huurbasis overnam. Een jaar hierna verliet Ferreira zijn eerste club definitief, toen Nacional hem overnam. Na verhuurperiodes bij Confiança, Capiatá en Guaraní, tekende hij in januari 2022 definitief bij die laatste club. In januari 2023 huurde Sportivo Luqueño hem. In 2025 nam 12 de Junio hem over.

## Clubstatistieken
| Seizoen | Club               | Competitie       | Competitie | Competitie | Beker | Beker | Internationaal | Internationaal | Totaal | Totaal |
| Seizoen | Club               | Competitie       | Wed.       | Dlp.       | Wed.  | Dlp.  | Wed.           | Dlp.           | Wed.   | Dlp.   |
| ------- | ------------------ | ---------------- | ---------- | ---------- | ----- | ----- | -------------- | -------------- | ------ | ------ |
| 2015    | Club Olimpia       | Liga Paraguaya   | 9          | 0          | 0     | 0     | 0              | 0              | 9      | 0      |
| 2016    | Club Olimpia       | Liga Paraguaya   | 25         | 3          | 0     | 0     | 2              | 0              | 27     | 3      |
| 2017    | Club Olimpia       | Liga Paraguaya   | 6          | 0          | 0     | 0     | 4              | 0              | 10     | 0      |
| 2017/18 | → Temperley        | Primera División | 1          | 0          | 0     | 0     | —              | —              | 1      | 0      |
| 2017/18 | → Leixões          | Segunda Liga     | 2          | 0          | 0     | 0     | —              | —              | 2      | 0      |
| 2018    | → 3 de Febrero     | Liga Paraguaya   | 19         | 2          | 0     | 0     | —              | —              | 19     | 2      |
| 2019    | → San Lorenzo      | Liga Paraguaya   | 27         | 0          | 0     | 0     | —              | —              | 27     | 0      |
| 2020    | Nacional           | Liga Paraguaya   | 13         | 0          | 0     | 0     | 0              | 0              | 13     | 0      |
| 2021    | → Guaraní          | Liga Paraguaya   | 17         | 0          | 0     | 0     | —              | —              | 17     | 0      |
| 2022    | Guaraní            | Liga Paraguaya   | 18         | 1          | 0     | 0     | 2              | 0              | 20     | 1      |
| 2023    | → Sportivo Luqueño | Liga Paraguaya   | 35         | 2          | 1     | 0     | —              | —              | 36     | 2      |
| 2024    | → Sportivo Luqueño | Liga Paraguaya   | 39         | 4          | 3     | 1     | 6              | 0              | 48     | 5      |
| 2025    | → Sportivo Luqueño | Liga Paraguaya   | 15         | 0          | 0     | 0     | 5              | 0              | 20     | 0      |
| 2025    | 12 de Junio        | Liga Paraguaya   | 0          | 0          | 0     | 0     | —              | —              | 0      | 0      |
| Totaal  | Totaal             | Totaal           | 226        | 12         | 4     | 1     | 19             | 0              | 249    | 13     |

Bijgewerkt op 3 juli 2025.